# Trichomachimus arnaudi
Trichomachimus arnaudi är en tvåvingeart som beskrevs av Joseph och Parui 1995. Trichomachimus arnaudi ingår i släktet Trichomachimus och familjen rovflugor.
Artens utbredningsområde är Assam (Indien). Inga underarter finns listade i Catalogue of Life.